# オーベルンブルク・アム・マイン
オーベルンブルク・アム・マイン (ドイツ語: Obernburg am Main、公式表記は Obernburg a.Main) はドイツ連邦共和国バイエルン州ミルテンベルク郡に属す市。オーデンヴァルトの麓、メムリング川がマイン川に注ぐ河口に位置する。

## 地理

### 市の構成
本市は、公式には4つの地区 (Ort) からなる。このうち小集落や孤立農場などを除く集落を以下に列記する。
- アイゼンバッハ
- オーベルンブルク・アム・マイン

## 歴史

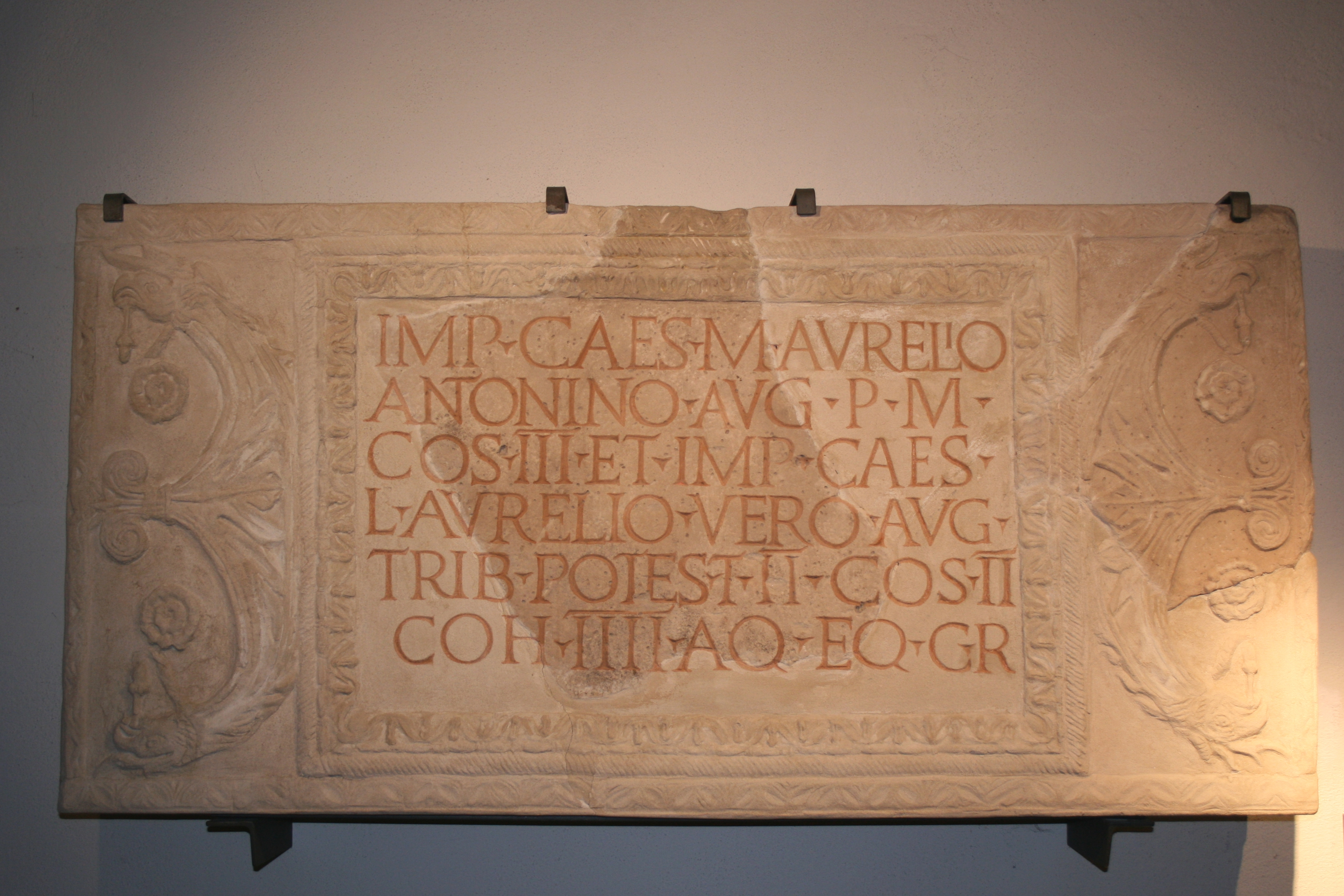
オーベルンブルク城の出土品。162年製作のレリーフ。オーベルンブルクのローマ博物館蔵

83年から85年にローマ人によって、村の言葉で「ネマニンガ」と呼ばれるオーベルンブルク城が建設された。オーベルンブルクの旧市街はこの城の位置とおおむね一致する。アレマン人の時代、259年から260年に城は破壊され、これに続いてさらなる入植がなされた。
1313年3月25日にオーベルンブルクはマインツ大司教ペーター・フォン・アスペルトによって都市に昇格された。都市権の付与は1317年7月27日に皇帝ルートヴィヒ4世によってなされ、その文書はアシャッフェンブルクに展示されている。
1803年の帝国代表者会議主要決議までオーベルンブルクはマインツ選帝侯領に属した。この年にオーベルンブルクは新たに創設されたアシャッフェンブルク侯領となったが、これは1810年にフランクフルト大公領となった。1814年にオーベルンブルクはバイエルン領に移された。1972年7月1日まで、オーベルンブルクは同名のオーベルンブルク郡の郡庁所在地であった。この郡はバイエルンの地域再編によって廃止された。1978年5月1日に隣町であったアイゼンバッハが合併した。

## 公的機関

### 司法機関
オーベルンブルク区裁判所はミルテンベルク郡を管轄する裁判所である。

### 行政機関
オーベルンブルクには、ミルテンベルク郡の分庁舎、郡を管轄するオーベルンブルク税務署とアシャッフェンブルク労働局の分署オーベルンブルク・オフィスがある。

### 余暇施設、スポーツ施設
市内には多くのスポーツ施設がある。ヴェレンティン・バルマン・ハレ、アイゼンバッハ・スポーツ文化ホール、テニス場（室内・室外）、ボウリング場、学習スポーツセンター沿いのオーベルンブルク市スポーツ場、アイゼンバッハ区のTSVオリンピア、ノイシュテッター・ホーフの乗馬場などである。
スポーツクラブの体操スポーツクラブ・オーベルンブルク1879e.V. (TUSPO) は、男子ハンドボール・ブンデスリーガ2部でプレイするハンドボール部門でよく知られている。

## 姉妹都市
- アソード（ハンガリー、ペシュト県）

## 文化と見所

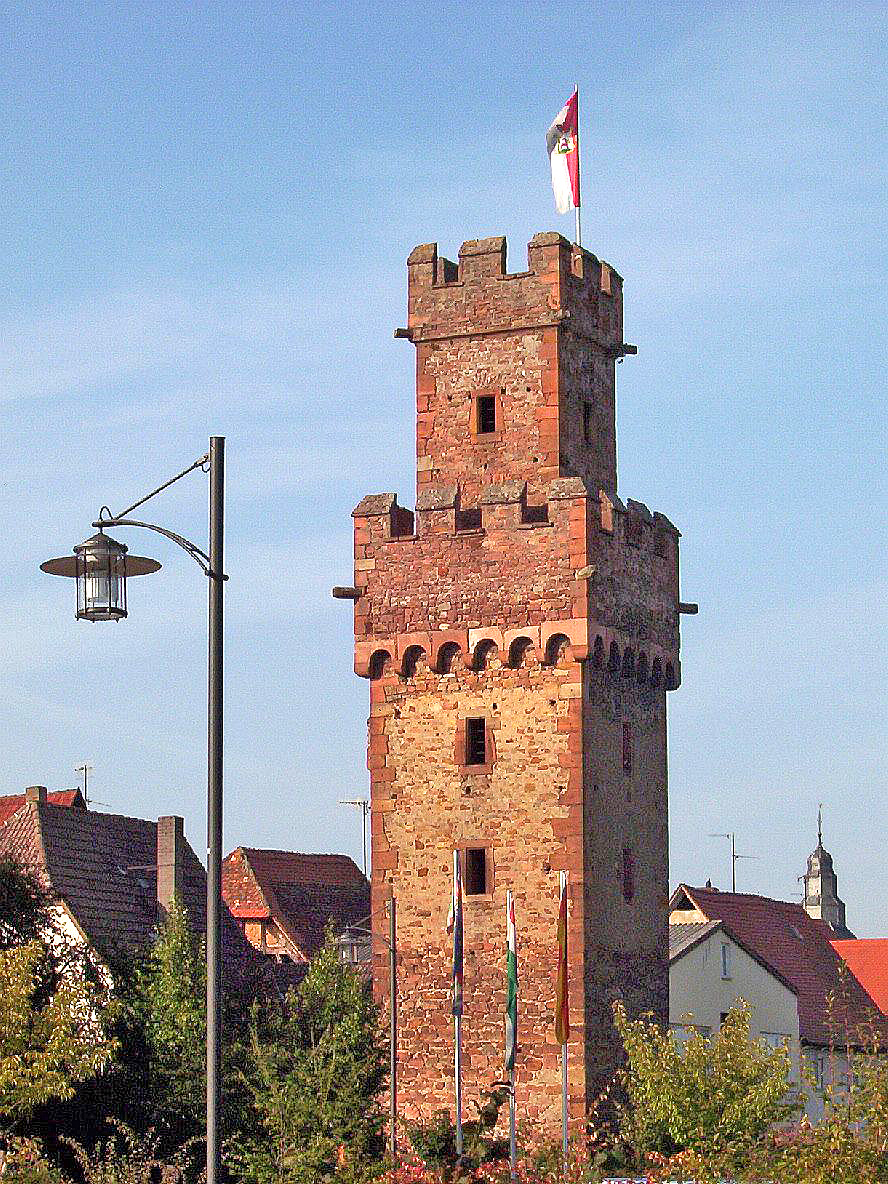
アルモーゼン塔

### 建築
見所としては、都市防衛施設の遺構（特にオベーレ門、アルモーゼン塔、ルンデ塔）、市庁舎、アンナ礼拝堂、アイゼンバッハ区のバロック教会がある。

### 演劇
- コッホスミューレ小芸術劇場

### 博物館
ローマ博物館は、オーベルンブルクおよびその周辺のローマ人入植についての博物館である。アイゼンバッハ郷土博物館はこの市区の昔の町役場を利用している。

### 遊歩道
オーベルンブルクは、1990年からフランケン赤ワイン遊歩道沿いにある。アイルランドのダージー島 (en:Dursey Island)の対岸からトルコのイスタンブールまでを結ぶヨーロッパ遊歩道E8がオーベルンブルクを経由している。

### 年中行事
- 7月: アイゼンバッハでミラベレ祭が開催される。
- 1989年からオーベルンブルクは、キャバレーのための小芸術賞オーベルンブルガー・ミュールシュタインの授与を行っている。

## 工業
オーベルンブルクの工業地区は市の南部、アイゼンバッハ区の近くにある。最大の企業はライス・ロボティクス社である。
マイン川の対岸には、インダストリー・センター・オーベルンブルク (ICO) という名の別の工業地域がある。この工業地域には、伝統的な様々な種類の化学繊維産業がある。ここにはこの他に様々な業種の企業がある。このインダストリー・センターはオーベルンブルクの名前を持ち、郵便番号もこの街のものであるが、厳密にはエアレンバッハ・アム・マインおよびエルゼンフェルトにある。

## 人物

### 出身者
- アダム・ルクス（1765年 - 1793年）フランス革命時代の革命家

### ゆかりの人物
- ドミニク・クライン（1983年 - ）プロ・ハンドボール選手

## 引用
1. ↑  https://www.statistikdaten.bayern.de/genesis/online?operation=result&code=12411-003r&leerzeilen=false&language=de Genesis-Online-Datenbank des Bayerischen Landesamtes für Statistik Tabelle 12411-003r Fortschreibung des Bevölkerungsstandes: Gemeinden, Stichtag (Einwohnerzahlen auf Grundlage des Zensus 2011)
2. ↑  Bayerische Landesbibliothek Online